# Val Marie
Val Marie est un village dans la prairie situé dans la région sud-ouest de la Saskatchewan (Canada). Il est à seulement quelques kilomètres de la frontière canado-américaine.
Considéré comme la passerelle vers le parc national des Prairies, Val Marie a une économie largement fondée sur le blé, l'agriculture, l'élevage extensif et le tourisme. Des quantités mineures de gaz naturel ont été découvertes à proximité. L'emploi comprend l'agriculture (47 % de la main-d'œuvre), le gouvernement fédéral (parc national des Prairies) et une importante station relais de gaz naturel à la frontière des États-Unis.

## Historique

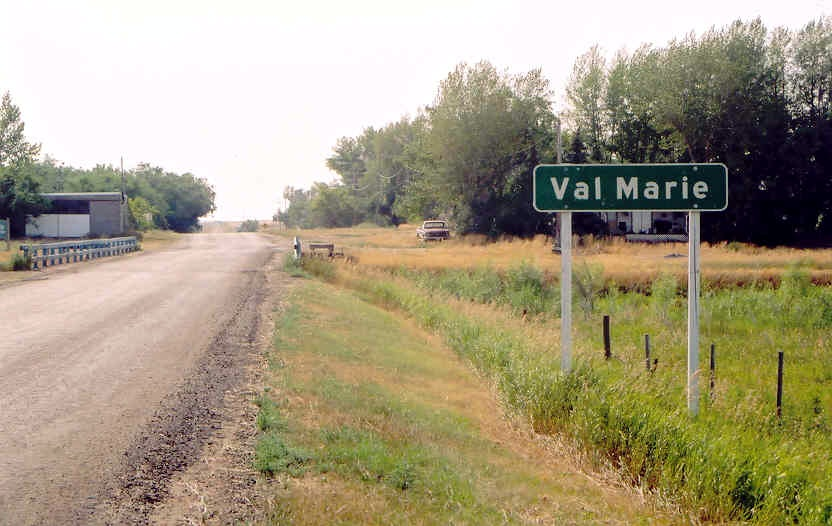
Val Marie panneau routier

La première enquête européenne de la région a été effectuée par l'expédition Palliser (1857-1859), appuyée par la Société géographique royale et le gouvernement britannique et dirigée par John Palliser, un riche propriétaire terrien irlandais. Il était accompagné du géologue James Hector, divers cartographes et des botanistes. Ils ont étudié le potentiel agricole et les ressources naturelles de la région de Palliser. y compris Val Marie, et signalé l'endroit comme lamentablement sec, sujet à la sécheresse et impropre à l'habitation. Les conclusions dédaigneuses ont ralenti la colonisation dans la région pendant des décennies.
Les artefacts de la civilisation autochtone sont importants. En 1877, Iyotake Tatanka (Sitting Bull) est passé des États-Unis au Canada le long de la rivière Frenchman, qui s'écoule à travers Val Marie, après sa victoire sur le général Custer à la bataille de Little Bighorn.
Le village de Val Marie (Vallée de Marie) a été fondé en 1910 par le père Passaplan, Louis Denniel et les frères François et Léon Pinel. La plupart des premiers colons sont des éleveurs et des agriculteurs du Québec et de France. En 1939, deux réservoirs d'irrigation ont été construits près de Val Marie par l'ARAP (agence de rétablissement agricole des Prairies) en coordination avec Canards Illimités. Plus de 10 000 acres sont irriguées par le système, qui fournit une certaine stabilisation durant les sécheresses qui frappent la région.
Initialement colonisé par des éleveurs français, le village resta longtemps en grande partie francophone et dans les années 1950 comptait 450 personnes. Les services incluent trois stations d'essence, un hôpital, un couvent, une boulangerie, une banque et plusieurs cafés et magasins. La population a diminué de façon significative avec les faibles prix des denrées céréalières et les sécheresses dans les années 1980. L'anglais est maintenant universellement parlé, et le dernier unilingue francophone est mort en 1981. En 2000, la population avait chuté en dessous de 150, et de nombreuses entreprises avaient fermé. Le parc national des Prairies a attiré de nouvelles personnes dans la région, mais l'émigration et le vieillissement de la population ont entraîné une perte nette continue. Selon Statistique Canada, la population du village a été réduit de 21 personnes au cours des dix dernières années. Val Marie compte maintenant 137 personnes dans 79 logements mais a encore quelques services : une station d'essence, un hôtel/bar, un café, une auberge/restaurant et une épicerie appartenant à la collectivité. La plupart de ces commerces ont des heures d'ouverture limitées. Le centre de services complet le plus proche est la ville de Swift Current, située à 120 km au nord sur la route 4.
Le bloc ouest du parc national des Prairies est à 10 km à l'est de Val Marie. Le parc est le seul endroit au Canada où on trouve des colonies de chiens de prairie à queue noire. En 2006, les bisons ont été réintroduits dans le parc. Les principales activités des visiteurs sont la randonnée pédestre dans le badlands et l'observation de la faune dans le parc.
Le 14 août 2004, Les Prairies - où le ciel se réunit la terre, une performance d'art in situ, a eu lieu dans la communauté et le parc. L'événement est une collaboration d'artistes canadiens, dont Bill Coleman, Edward Poitras, Gordon Monahan et Margie Gillis.

## Démographie
| 2001 | 2006 | 2011 | 2016 |
| ---- | ---- | ---- | ---- |
| 134  | 137  | 130  | 126  |

## Val Mariens notables
- Will James - cowboy romancier et artiste du Québec qui a vécu dans ce domaine de 1910 à 1913.
- Ron Miksha - auteur, géophysicien qui a vécu à Val Marie de 1976 à 1987.
- Bryan Trottier - a remporté le trophée Calder Hart, la Coupe Stanley; ancien entraîneur/joueur de la LNH.